# Kościół Bożego Ciała w Brzegu Głogowskim
Kościół pw. Bożego Ciała w Brzegu Głogowskim – kościół parafialny należący do parafii Bożego Ciała w Brzegu Głogowskim, dekanatu Głogów – NMP Królowej Polski, diecezji zielonogórsko-gorzowskiej, metropolii szczecińsko-kamieńskiej, znajdujący się w Brzegu Głogowskim, na terenie gminy Żukowice, w powiecie głogowskim, w województwie dolnośląskim.

## Historia
Został wzniesiony w I. poł. XIII wieku w stylu romańskim, a ponad dwieście lat później, w schyłkowym okresie gotyku powiększono go o wieżę. Kościół ma układ jednonawowy na planie krzyża. Murowany z kamienia i cegły, nakryty dachami dwuspadowymi. We wnętrzu charakterystyczne są dwie imitujące transept kaplice sąsiadujące z prezbiterium oraz kaplica kolatorska usytuowana od strony południowej podczas przebudowy, około roku 1680. Nawa przekryta jest płaskim stropem, a nad prezbiterium oraz pseudotranseptem sklepienia krzyżowo-kolebkowe ozdobione późnorenesansową stiukową dekoracją z okresu przebudowy (ok. 1680). Ponadto wnętrze kościoła wyposażone jest w wiele barokowych elementów, z których najznakomitsze są świetnie zachowane drewniane organy, ozdobione napisami w gotyku, na białej porcelanie.
Gdy w roku 1704 w Brzegu Głogowskim odbyła się wizytacja władz duchownych, jeden z wizytatorów podkreślił świetność jaką przedstawiał ówczesny ołtarz. Umieszczonych było w nim wiele znakomitych obrazów: Narodzenia Jezusa Chrystusa, Ukrzyżowania, Zmartwychwstania, Zesłania Ducha Świętego, Trójcy Przenajświętszej, Pana Jezusa, Matki Boskiej oraz Świętego Józefa. Wszystkie miały wyrażać kunszt i wielkie umiejętności artystyczne ich wykonawców.
Kościół był odnawiany w roku 1852, a jego remont przypadł na 1963 rok. W 1962 roku kościół został wpisany do rejestru zabytków.